# Gaj Ver
Gaj Ver (Gaius Verres, oko 115. – 120. pr. Kr. - 43. pr. Kr.) bio je rimski političar, poznat po svojoj korumpiranosti. 

## Životopis
Ispočetka je bio popular, ali je potom prešao optimatima, zbog čega ga je Sula učinio kvestorom u Aziji 80. pr. Kr. Kada je zajedno sa svojim pretpostavljenim Gnejem Kornelijem Dolabelom optužen za korupciju 78. pr. Kr. osigurao je oslobađajuću presudu svjedočeći protiv Dolabele. Godine 74. pr. Kr. je mitom isposlovao mjesto pretora na Siciliji, gdje je njegova pohlepa izazvala gospodarsku propast žitnice Rimske Republike. Kada se godine 70. pr. Kr. vratio u Rim, protiv njega je pokrenut još jedan postupak koji je vodio Ciceron. Ver je, shvativši da će biti osuđen, dobrovoljno otišao u egzil u Masiliju. Tamo je ubijen po proskripcijama koje je izdao Marko Antonije, a nakon odbijanja da mu preda dio svog umjetničkog blaga.

## Vanjske poveznice
- University of Missouri-Kansas City (UMKC) School of Law, The Trial of Gaius Verres